# Comadre
Comadre es un término que proviene del latín commāter, es decir  ‘cum matre’, que traducido al español sería “con la madre”. Así se denomina a la madrina de bautizo de un niño respecto del padre, la madre o el padrino. En masculino se utiliza la palabra compadre. 
El término se utiliza también para mencionar a una vecina y amiga con quien se tiene más trato y confianza.

## Historia
En 1541 el mallorquín Damián Carbón utilizó la palabra "comadres" en el primer tratado sobre conocimientos materno-infantiles escrito en español: libro del arte de las comadres o madrinas y del regimiento de las preñadas y paridas de los niños.

## Festividad
Según el Diccionario de la RAE el día de comadres se celebra el jueves penúltimo antes del carnaval.